# Nemoraea piligena
Nemoraea piligena är en tvåvingeart som beskrevs av Louis-Paul Mesnil 1971. Nemoraea piligena ingår i släktet Nemoraea och familjen parasitflugor. Inga underarter finns listade i Catalogue of Life.